# Nakajima Kotobuki
Il Nakajima Kotobuki (中島寿, in giapponese longevità), identificato dalla Marina imperiale giapponese con la designazione Ka-1 (ハ1) e dall'Esercito imperiale Ka-24 (ハ24), era un motore aeronautico radiale a 9 cilindri raffreddato ad aria prodotto dall'azienda giapponese Nakajima Hikōki KK nella seconda parte degli anni venti.
Sviluppo del britannico Bristol Jupiter del quale l'azienda aveva acquistato i diritti, nel periodo di produzione tra il 1924 ed il 1930, venne realizzato in 7 000 unità che equipaggiarono un buon numero di modelli destinati al servizio aereo di esercito e marina.

## Versioni
- 2-Kai-1 - 585 hp (436 kW)
- 2-Kai-3 - 610 hp (455 kW)
- 3-Kai - 710 hp (529 kW)

## Velivoli utilizzatori
Giappone
- Aichi D1A1
- Kyūshū K10W
- Mitsubishi A5M
- Mitsubishi Ki-18
- Mitsubishi Ki-33
- Nakajima A1N2
- Nakajima A2N
- Nakajima C2N
- Nakajima Ki-6
- Nakajima Ki-8
- Nakajima Ki-34
- Nakajima E4N
- Nakajima E8N
- Nakajima Type 91